# Łbiska
Łbiska (prononciation : [ˈwbiska]) est un village polonais de la gmina de Piaseczno dans le powiat de Piaseczno de la voïvodie de Mazovie dans le centre-est de la Pologne.
Il se situe à environ 6 kilomètres au sud de Piaseczno (siège du powiat) et à 23 km au sud de Varsovie (capitale de la Pologne).
Le village compte approximativement une population de 248 habitants en 2013.

## Histoire
De 1975 à 1998, le village appartenait administrativement à la voïvodie de Varsovie.